# Oren Lavie
Oren Lavie (hebrejsky אורן לביא‎, Oren Lavi; * 13. června 1976 Tel Aviv) je izraelský zpěvák, skladatel, dramatik a divadelní režisér.

## Biografie
Oren Lavie strávil mládí v Izraeli. V roce 1997 mu byla udělena hlavní cena za autorství hry Sticks and Wheels na Festivalu alternativního izraelského divadla v Aku. V roce 1998 odešel do Londýna studovat divadelní režii na Akademii hudby a dramatických umění (LAMDA). Po absolvování napsal dvě hry a ty se hrály v mnohých londýnských divadlech. V roce 2001 se přestěhoval do New Yorku a tam se snažil uživit na různých pracovních místech a mezitím se zaměřil na psaní písní. Když je nahromadil, odešel v roce 2003 do Berlína a začal nahrávat.
Jeho první album — The Opposite Side of the Sea — bylo dokončeno v roce 2006 a vydáno na začátku následujícího roku. V roce 2009 Lavie spolu s bratry J. a M. Nathanovými vytvořil animovaný videoklip k písni Her Morning Elegance z tohoto alba (a v tomto klipu i sám účinkuje vedle izraelské modelky Šir Šomronové) a tento klip dosáhl velké popularity na serveru YouTube, měl 2,5 milionu zhlédnutí za 14 dní a v roce 2020 už jeho sledovanost přesáhla 34,7 milionu uživatelů.
Jádrem jeho melodií je vždy zvuk klavíru nebo kytary. Písně jsou díky jeho hlasu pohodové. Jsou obohaceny například o sólo na violoncello nebo o komorní orchestr a také různé, hlavně neelektronické nástroje, tudíž každá z písní má jedinečný styl a barvu. Podle svých vlastních slov je ovlivněn hudebním stylem takových velikánů, jako jsou Tom Waits, Jacques Brel nebo Leonard Cohen.

## Dílo

### Divadelní hry
- 1997 – Sticks and Wheels
- 1999 – Lighting the Day
- 2000 – Bridges and Harmonies
- 2006 – The Empty Princess

### Hudba
- The Opposite Side of the Sea (2007)
  1. Her Morning Elegance
  2. The Man Who Isn't There
  3. The Opposite Side of the Sea
  4. Locked in a Room
  5. Ruby Rises
  6. A Dream within a Dream
  7. Trouble Don't Rhyme
  8. A Short Goodbye
  9. Don't Let Your Hair Grow Too Long
  10. Blue Smile
  11. Unhidden Track: Quarter Past Wonderful